# Benedictus Laurbecchius
Benedictus Laurbecchius, född 1640 i Gammalkils socken, död 18 oktober 1687 i  Högby socken, var en svensk präst.

## Biografi
Benedictus Laurbecchius föddes 1640 i Gammalkils socken. Han var son till bonden Lars. Laurbecchius var bror till biskopen Petrus Laurbecchius och kyrkoherden Joel Laurbeckius i Mörlunda församling. Laurbecchius blev 1660 stundet i Åbo och 1671 filosofie magister. Han prästvigdes 23 mars 1673 och blev 2 august 1676 kyrkoherde i Högby församling. Laurbecchius tillträdde tjänsten 1677. Han avled 18 oktober 1687 i  Högby socken.
Laurbecchius gifte sig 20 april 1677 med Christina Celsing (död 1709). Hon var dotter till kyrkoherden Andreas Petri Normolander och Elisabet Danielsdotter Törner i Högby socken. Hon hade tidigare varit gift med kyrkoherden Vibernus Haquini Pictorius i Högby socken.